# Oxytropis bajtulinii
Oxytropis bajtulinii là một loài thực vật có hoa trong họ Đậu. Loài này được Kotukhov miêu tả khoa học đầu tiên.